# Washington Phillips

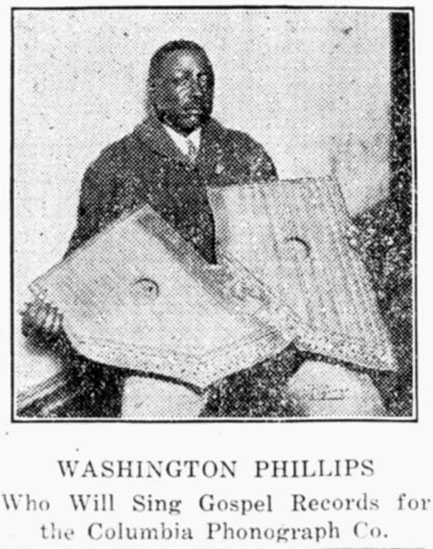
Washington Phillips

Washington Phillips (* 11. Januar 1880 in Texas; † 20. September 1954 in Teague, Texas) war ein Gospel-Sänger, der Ende der 1920er Jahre insgesamt 16 Songs für das Columbia-Label aufgenommen hat.
Seine Songs, alle zwischen 1927 und 1929 aufgenommen, interpretiert Phillips, indem er sich selbst auf einem Instrument begleitet, das wie eine bundlose Zither klingt. Dieses Instrument, das lange Zeit für eine Dolceola, ein Celestaphon, eine Phonoharp oder ein Instrument gänzlich „Marke Eigenbau“ gehalten wurde, erzeugt einen Klang mit einem außerordentlichen Wiedererkennungswert.
Ry Cooder hat Phillips’ Denomination Blues auf seinem Album Into the Purple Valley, den Song Tattler auf seinem Album Paradise and Lunch gecovert.

## Aufnahmen
- Lift Him Up That's All
- Paul And Silas In Jail
- Mother's Last Word To Her Son
- The Church Needs Good Deacons
- Jesus Is My Friend
- A Mother's Last Word To Her Daughter
- I Had A Good Father And Mother
- I Am Born To Preach The Gospel
- Take Your Burden To The Lord And Leave It There
- Denomination Blues – Part 1
- Denomination Blues – Part 2
- What Are They Doing In Heaven Today
- I've Got The Key To The Kingdom
- Train Your Child
- You Can't Stop A Tattler – Part 1
- You Can't Stop A Tattler – Part 2